# Kvasiny (zámek)
Kvasiny je barokní zámek s empírovou úpravou ve stejnojmenné obci v okrese Rychnov nad Kněžnou. Od roku 1958 je zámek chráněn jako kulturní památka.

## Historie

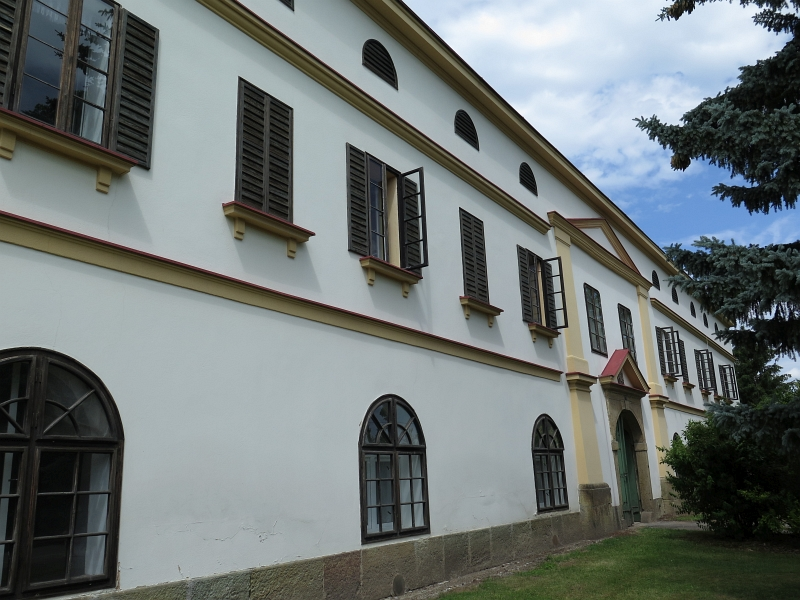
Zámek se vstupním portálem

### Tvrz
Na místě původní stavby stál nejspíše poplužní dvůr. Renesanční tvrz na místě současného zámku založil pravděpodobně Bedřich starší z Vlkanova počátkem 17. století. Již roku 1615 je uváděn s přídomkem „na Kvasinách“. Tvrz je však poprvé připomenuta až 26. června 1623, kdy byla konfiskována v rámci pobělohorských konfiskací. Stalo se tak i přes to, že krátce po bitvě na Bílé Hoře Bedřich mladší z Vlkanova deklaroval svou věrnost Ferdinandovi II. Dne 10. března 1624 pak plnomocný místodržitel, Karel z Lichtenštejna, prodal statky i s tvrzí Jindřichovi z Donína.
Od té doby stavba chátrala, obvodové zdi musely být dokonce podpírány. Roku 1651 zemřel Jindřich z Donína a tvrz zdědil jeho syn Hanibal. Statek byl však velmi zadlužený a právo na něj získal Šimon z Kolichreitu, po jeho smrti padlo právo na císaře. Ten právo předal Frebonii z Pernštejna, paní na Litomyšli. Ta svým dědictvím odkázala tvrz řádu bosých karmelitánů. Ti tvrz získali roku 1653. Kromě obvyklých hospodářských budov a lázní k tvrzi patřil i pivovar zbudovaný ze dřeva.

### Zámek
Karmelitáni tvrz opravili a přestavěli na trojkřídlý barokní jednopatrový zámek. Z původní tvrze nezbylo nic, byla použita jen na materiál. Přestavba byla hotová k roku 1706, který je vyrytý nad fortnou. Tvrz sloužila karmelitánům jako kanceláře, byl zde byt správce panství a pobývali zde i pražští příslušníci kláštera. V druhé polovině 18. století pak pravděpodobně vznikl zárodek nynějšího parku.
Roku 1786 byly císařem Josefem II. zrušeny žebravé řády a s nimi i bosí karmelitáni. Nad panstvím převzal správu Náboženský fond. Roku 1824 koupil panství Antonín Slivka ze Slivic. Ten nechal zámek klasicistně přestavět. Na hlavní budově nechal přidat jedno patro s dřevěnou věžičkou a na ostatních křídlech půdní polopatra. Také nechal vysvětit kapli svatého Antonína Paduánského. Dále byl pak rozšiřován park.
Další majitel, Josef Huppmann von Valbella, nechal roku 1874 přistavět jednopatrovou budovu s tzv. Loveckým sálem a dalšími pokoji. Na přelomu 19. a 20. století budovu získal Wilhelm Karl Königswarter, který nechal přistavět dřevěnou kuželnu v parku.

### 20. a 21. století

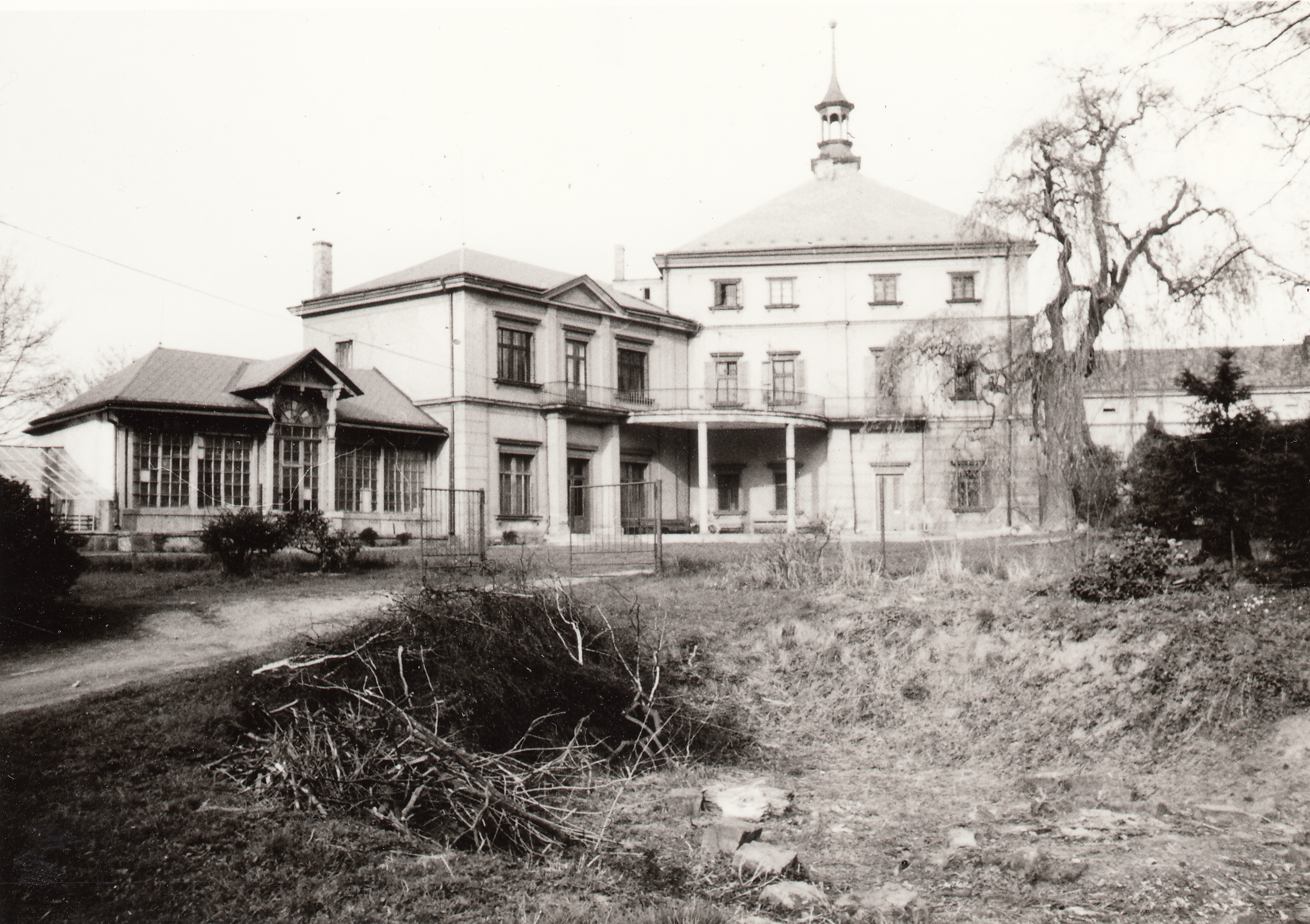
Zdevastovaný zámek v roce 1990

V roce 1928 větší část panství od Königswarterů zakoupil František Karel Janeček, syn zakladatele značky Jawa. Naproti zámku u vlakového nádraží nechal přestavět pilu a začal zde vyrábět karoserie pro automobily značky Jawa. Roku 1938 František Karel Janeček emigroval do Velké Británie. Během druhé světové války na zámku bydlela pouze jeho manželka, Jindřiška Janečková, s pěti dětmi. Pomáhala ruským výsadkářům i českým zaměstnancům továrny. Po druhé světové válce byl zámek znárodněn. Byl upraven na ubytovnu zaměstnanců kvasinské automobilky a poté v něm byl zřízen Ústav sociální péče pro mládež.
Roku 1992 se zámek spolu s osekaným majetkem vrátil v restituci dědicům Františka Karla Janečka. Rodině připadly kromě zámku i kůrovcem zdevastované lesy a rozpadlé hájovny. Samotný zámek byl v dezolátním stavu, měl propadlé střechy a zplesnivělé zdi. V devadesátých letech musela být stržena chátrající dřevěná kuželna v parku. O zámek se začala starat vnučka F. K. Janečka Soňa Klímová. Objekt postupně renovovala a předělávala na galerii a koncertní sál (ten vznikl z bývalého loveckého sálu). Galerie byla otevřena v prosinci 2010.

## Popis
Hlavní objekt je dvoupatrový, trojkřídlý empírově upravený zámek v jihovýchodní části parku. Hlavní budova je dvoupatrová a dominuje jí dřevěná věžička s kuželovitou střechou. Na zámeckou budovu navazuje zimní zahrada se skleníkem a domem zahradníka. Nachází se zde také kaple svatého Antonína Paduánského.
K zámku je připojen desetihektarový anglický park, který je na severu ohraničen řekou Bělá. V něm se nachází hned několik rybníků - první byl zřízen kvůli výstavbě vodní elektrárny v roce 1905. Na jeho náhonu ještě leží odvodňovací nádržka.